# Stazione di Guardavalle
Stazione di Guardavalle vasútállomás Olaszországban, Guardavalle településen.

## Vasútvonalak
Az állomást az alábbi vasútvonalak érintik:
- Jonica-vasútvonal

## Kapcsolódó állomások
A vasútállomáshoz az alábbi állomások vannak a legközelebb:
- Stazione di Monasterace-Stilo
- Stazione di Santa Caterina dello Ionio